# Amphion (Name)
Amphion (altgriechisch Ἀμφίων) ist ein antiker, griechischer, männlicher Vorname, der später auch in der römischen Namensgebung als Cognomen (Beiname) auftaucht.

## Aussprache und Bedeutung
Der Name kommt vom griechischen Ἀμφίων, Amphī́ōn, lateinisch und deutsch mit abweichender Betonung auf der ersten Silbe Ámphion, da das lange griechische iota, i, der vorletzten Silbe vom Lateiner gekürzt wird.
Der etymologische Kern des Namens ist die Präposition ἀμφί, amphí, um ... herum, auf beiden Seiten, die mit der Endung ων/ōn ohne Bedeutungsänderung zu einem Namen nominalisiert wird. „Der Name Ἀμφίων, Amphī́ōn, bezeichnet nun die Doppelseitigkeit, die Doppelheit überhaupt, er ist daher auch der Repräsentant des Brüderpaares als solchen“, er ist also ein Zwilling.
Möglicherweise ist er eine Kurzform von längeren Namen, von Amphoteros, Amphiaraos, was aber den „Zwilling“ nicht in Frage stellt.
Weitere Erklärungsversuche, die ohne Not einen ὁδός, hodós, Weg, einbringen, erscheinen abwegig, sei es als Kurzform von ἀμφ’ ὁδόν, amph’ hodón, um den Weg herum, Umlauf, oder von ἄμφοδον, Straße, Weg.

## Mythische Namensträger
- Amphion, Sohn der Antiope und des Zeus oder des Epopeus, Zwillingsbruder des Zethos, Gatte der Niobe.
- Amphion, Sohn des Amphion und der Niobe.
- Amphion (Sohn des Hyperasios), Argonaut, Sohn der der Hypso, einer der Argonauten.
- Amphion (Orchomenos), Sohn des Iasios und der Persephone, König von Orchomenos.
- Amphion, Bakchiade, Vater der Labda.
- Amphion, ein Anführer der Epeier (Volk in der Elis) im Trojanischen Krieg.
- Amphion (Kentaur), von Herakles getötet, Diodor 4, 12.

## Antike Namensträger
- Amphion, Sohn des Akestor, ein Bildhauer aus Knossos im 5. Jahrhundert v. Chr.
- Amphion, ein griechischer Maler.